# Ricard Ó Cuairsge Bourke
Ricard Ó Cuairsge Bourke  (mort en 1479) est le 7e seigneur de Mayo de 1469 à 1473

## Origine
Ricard Ó Cuairsge Bourke est le fils ainé  de Edmund na Féasóige Bourke qui est lui-même un fils de Thomas Bourke (†  1402) fils de Edmund Albanach de Burgh.

## Biographie
Ricard [II]  Ó Cuairsge Bourke, dont le surnom gaélique signifie au « Bouclier rond  » est élu Mac William Íochtar  ou Mac William Eighter c'est-à-dire Chef des Bourke du Haut/Nord ou de Mayo en 1469 après l’abdication de son oncle Risdeárd mac Thomas Bourke dont il était le tanáiste et pour le compte duquel il dirigeait effectivement la seigneurie. À partir de 1466, il intervient dans les conflits complexes entre les membres des O'Connor Sligo qui aboutissent à la partition de cette seigneurie. En 1467, il est en guerre avec le seigneur de Clanricard qui le défait. Il doit alors au cours de son règne se soumettre à Hugh Roe Ó Donnel (Aodh Ruadh mac Niall Ghairbh Ó Domhnaill) roi de Tir Connail et l'accompagner dans une expédition contre le domaine de Ulick Ruadh Burke (1430-1485), le fils de Ulick an Fhiona Burke Mac William de Clanricard. Le principal combat de la campagne est une escarmouche de cavalerie entre les deux troupes à Glanog un petit près[pas clair] de Cloghanower dans la baronnie de Clare (Comté de Galway). Mac William est défait et Ricard retourne triomphant dans le Mayo chargé des pillages faits aux dépens des Clanricard. En 1471 Ricard [II] Ó Cuairsge s'oppose ensuite à Ó Donnel lors d'un conflit avec les O'Connor Sligo, seigneur de Caibre (irlandais: Ó Conchubhair Sligo). Il abdique en 1473 au profit de son cousin-germain Theobald Bourke et meurt d'une chute en 1479 selon les Annales d'Ulster,.

## Postérité
Ricard Ó Cuairsge Bourke est le père de:
- Edmund III Bourke († 1514) 10e Mac William Íochtar
- Walter, père de Theobald Reagh Bourke et Edmond Ciocrachh Bourke, assassins de leur oncle Edmund III Bourke;
- Seaán ou John ancêtre des marquis de Mayo.

## Sources
- (en) T.W Moody, F.X. Martin, F.J. Byrne A New History of Ireland , Volume IX Maps, Genealogies, Lists. A companion to Irish History part II . Oxford University Press réédition 2011  (ISBN 9780199593064).
- (en)  Martin J. Black Journal of the Galway Archeological and Historical Society Vol VII n°1 « Notes on the Persons Named in the Obituary Book of the Franciscan Abbey at Galway » 1-28.